# Paix dans le monde

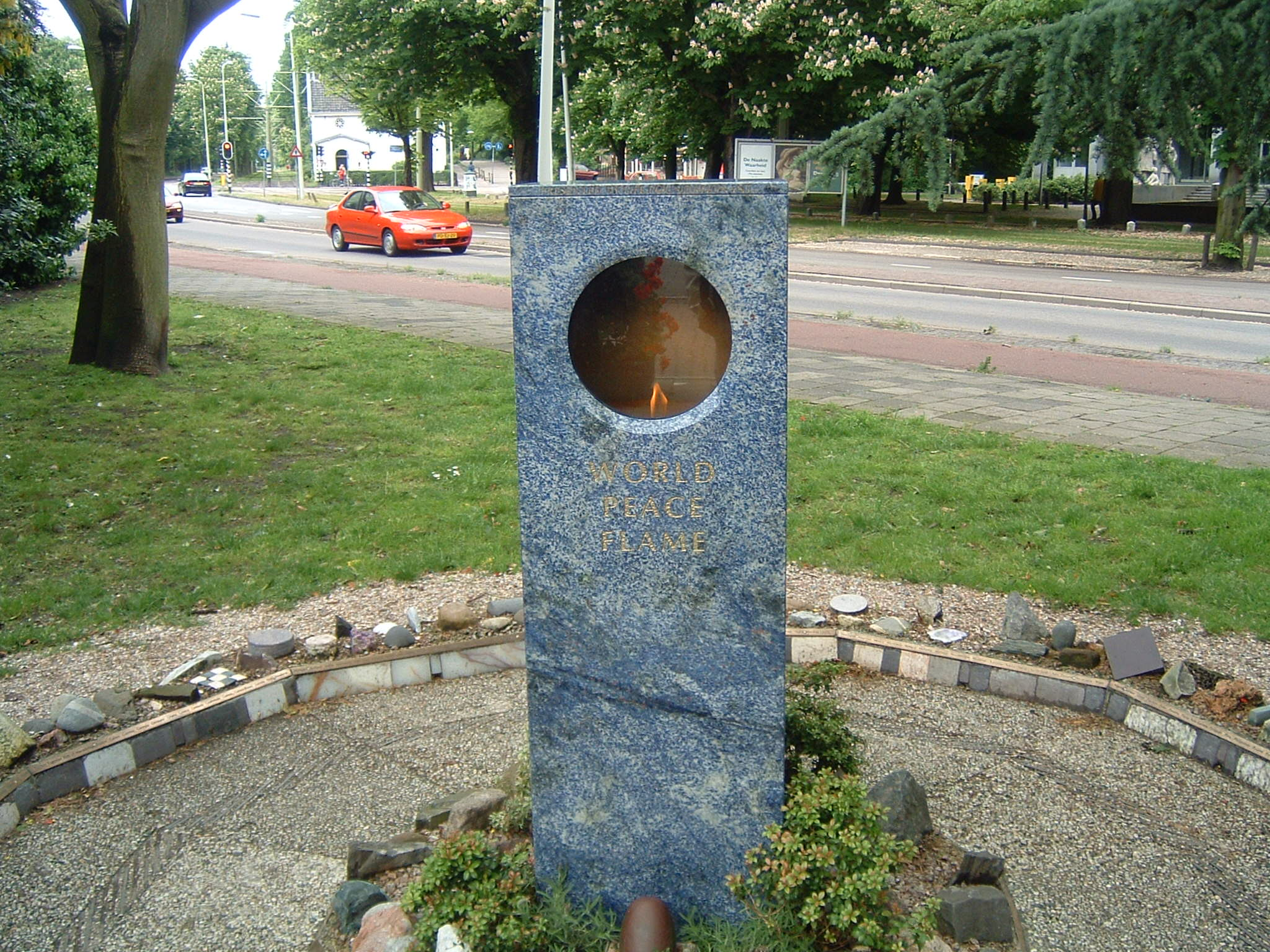
La flamme de la paix mondiale à La Haye, en Hollande, près du Palais de la Paix.

La paix et la sécurité dans le monde est un idéal humaniste ou religieux de paix pour toute l'humanité.

## Démarche politique

### Société des Nations
L'Organisation internationale du travail (OIT) fondée en 1918 avait été pour devise : « La paix par la justice sociale ».
Un an plus tard, la Société des Nations (SDN) fondée le 10 janvier 1920, est la première organisation internationale permanente visant à trouver des solutions pacifiques aux conflits entre nations, par l'arbitrage et la mise en place de sanctions contre les gouvernements ne respectant pas ses dispositions.

### Organisation des Nations unies
La Charte de l'Atlantique, signée le 14 août 1941 entre Franklin D. Roosevelt et Winston Churchill établissait les principes d'une collaboration internationale de maintien de la paix et de la sécurité dans le monde. La Charte de ces « nations unies » fut mise au point par 50 pays à la conférence de San Francisco du 25 avril au 26 juin 1945.
L'Organisation des Nations unies (ONU) est née le 24 octobre 1945 par la Charte des Nations unies.
À partir de 2001, l'ONU a déclaré le 21 septembre journée mondiale de la paix ou journée internationale de la paix.

### Initiatives privées
- Edwin Ginn (en), multimillionnaire américain du XIXe siècle a fondé en 1910, la World Peace Foundation, afin de « faire avancer la cause de la paix par l'étude, l'analyse, et le plaidoyer pour des actions sages »[4].

## Perspective religieuse

### Catholicisme
Le pape Jean-Paul II a fait du 1er janvier de chaque année, la journée mondiale de la paix et suggérait de méditer sur ce thème à cette occasion. Selon le conseil pontifical pour l'unité des chrétiens, sous la plume du cardinal Walter Kasper, « la paix, est au centre du message de l'Ancien et du Nouveau Testament » et « la paix véritable est le « fruit de la justice » » (Is 32, 17; cf. Jc 3, 18).

### Islam
De façon générale, l'avènement d'une paix mondiale selon l'islam est le produit d'une intervention divine pour laver l'humanité de ses péchés et des Infidèles.

### Bouddhisme
Dans le bouddhisme, la paix est généralement associée à la non violence. De nombreux bouddhistes croient que la paix mondiale ne peut être atteint que si nous établissons d'abord la paix dans nos esprits. L'idée est que la colère et d'autres états d'esprit négatifs sont la cause des guerres et des combats. Les bouddhistes croient les gens peuvent vivre dans la paix et l'harmonie que si nous abandonnons les émotions négatives comme la colère dans nos esprits et cultiver les émotions positives telles que l'amour et la compassion. Comme avec toutes les religions dharmiques (hindouisme, jaïnisme, bouddhisme et sikhisme), l'ahimsa (évitement de la violence) est un concept central.

### Hindouisme
Un des mahavakya (« grands préceptes ») de l'hindouisme est Vasudha eva kutumbakam : « Le monde est une famille unique ». La paix dans le monde est ainsi perçue dans l'hindouisme moins comme un objectif matériel à atteindre qu'une réalité spirituelle à retrouver.

## Une paix mondiale s'est-elle déjà produite dans l'histoire?

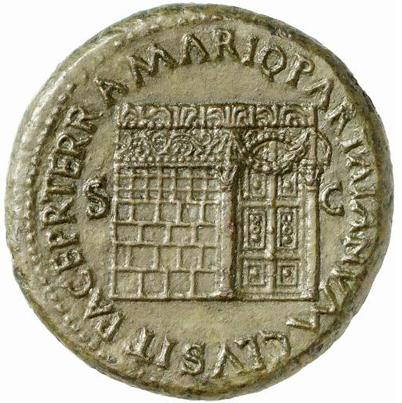
Le temple de Janus.
Ses portes étaient fermées quand la paix régnait dans tout l'empire romain.

Selon Jean de Bloch « une analyse de l’histoire mondiale révèle qu’entre l’année 1496 av. J.-C. et l’année 1861 de notre ère, c’est-à-dire sur une période de 3357 ans, il y a eu 227 années de paix et 3130 années de guerre ».

#### En français
- La paix dans le monde:Utopie ou probabilité, Yves-Emmanuel Dogbe, Akpangon, 2002
- La paix dans le monde, Willem, Atalante, 2002

#### En anglais
- The moral architecture of world peace: Nobel laureates discuss our global future, Helena Cobban, University of Virginia Press, 2000
- World peace? Par Anthony J. Donovan, 1983
- Gandhian model of development and world peace, Rameshwar Prasad Misra, RP Misra, 1989
- World peace and the human family, Roy Weatherford, Routledge, 1993
- World peace, mass culture, and national policies Par William Over, Greenwood Publishing Group, 2004
- Peace: a world history, Antony Adolf, Polity Press, 2009
- World Peace: How War Cannot Be Abolished; How It May Be Abolished, John Bigelow, Jr., Nabu Press, 2010